# Hopen
Hopen là một hòn đảo nằm ở đông nam của quần đảo Svalbard tại Na Uy. Hopen được khám phá ra vào năm 1613, có thể là bởi Thomas Marmaduke của Hull, ông đã đặt tên cho đảo theo tên người chỉ huy cũ của mình là Hopewell.
Viện Khí tượng Na Uy (Norges Meteorologiske Institutt) có một trạm thời tiết với bốn nhân viên trên đảo. Có ba cabin trên đảo để các nhân viên sử dụng.